# 塞迪略德尔孔达多
塞迪略德尔孔达多，是西班牙卡斯蒂利亚-拉曼恰托莱多省的一个市镇。总面积26平方公里，总人口1783人（2001年），人口密度69人/平方公里。